# Шмерікон
Шмерікон (нім. Schmerikon) — громада  в Швейцарії в кантоні Санкт-Галлен, виборчий округ Зее-Гастер.

## Географія
Громада розташована на відстані близько 120 км на схід від Берна, 39 км на південний захід від Санкт-Галлена.
Шмерікон має площу 4,2 км², з яких на 30,6% дозволяється будівництво (житлове та будівництво доріг), 38,1% використовуються в сільськогосподарських цілях, 20,8% зайнято лісами, 10,5% не є продуктивними (річки, льодовики або гори).

## Демографія
2019 року в громаді мешкало 3766 осіб (+7,4% порівняно з 2010 роком), іноземців було 25,7%. Густота населення становила 907 осіб/км².
За віковим діапазоном населення розподілялося таким чином: 20% — особи молодші 20 років, 59,7% — особи у віці 20—64 років, 20,3% — особи у віці 65 років та старші. Було 1622 помешкань (у середньому 2,3 особи в помешканні).
Із загальної кількості 1685 працюючих 25 було зайнятих в первинному секторі, 651 — в обробній промисловості, 1009 — в галузі послуг.